# Hong Kong en los Juegos Olímpicos de Londres 2012
Hong Kong estuvo representado en los Juegos Olímpicos de Londres 2012 por un total de 41 deportistas, 21 hombres y 20 mujeres, que compitieron en 13 deportes.
La portadora de la bandera en la ceremonia de apertura fue la ciclista Lee Wai Sze.

## Medallistas
El equipo olímpico hongkonés obtuvo las siguientes medallas:
| Nombre      | Deporte           | Competición |
| ----------- | ----------------- | ----------- |
| Oro         |                   |             |
| —           |                   |             |
| Plata       |                   |             |
| —           |                   |             |
| Bronce      |                   |             |
| Lee Wai Sze | Ciclismo en pista | Keirin F    |